# 华联吉买盛
华联吉买盛是百聯集團旗下的一個超市連鎖。

## 歷史
1998年12月29日，华联吉买盛成立。第一家門店在上海市靜安區临汾路500号开业。百联集团曾与港佳控股擁有華聯吉賣盛40%的股份，华润持有20%股权。2007年，港佳控股从华润手中增持华联吉买盛20%股权，成为华联吉买盛控股方。2010年，港佳控股向百联出售其所持有的华联吉买盛股权，使百联100%控股华联吉买盛。之後百聯集團將华联吉买盛注入联华超市。